# Botulism
Botulismul este o boală rară, paralitică ce poate deveni fatală, generată de toxina produsă de bacteria Clostridium botulinum. Boala se manifestă prin lipsa puterii, vedere încețoșată, stări de oboseală și dificultăți de vorbire. Acestea pot fi urmate de o slăbiciune a mușchilor brațelor, pieptului și picioarelor. Boala nu afectează, de obicei starea de conștiență și nu cauzează febră.

## Cauze și diagnostic
Botulismul poate apărea în moduri diferite. Sporii bacteriei sunt comuni, atât în apă cât și în sol. Ei produc toxina botulinică atunci când sunt expuși la niveluri scăzute de oxigen și anumite temperaturi. Botulismul alimentar apare atunci când sunt consumate alimente ce conțin toxina. Botulismul sugarilor apare atunci când bacteria se dezvoltă în intestine și se eliberează toxina. De obicei, acest lucru se întâmplă doar la copiii cu vârste sub 6 luni, după această vârstă este dezvoltată imunitatea. Botulismul plăgilor este întâlnit cel mai des în cazurile de injectare drogurilor de stradă. În această situație, în absența oxigenului, sporii pătrund în rană și eliberează toxina. Nu este transmisibil de la om la om. Confirmarea diagnosticului este efectuat prin descoperirea toxinei sau bacteriei la persoana în cauză.

## Prevenire și tratament
Prevenirea contractării bolii constă, în primul rând, în prepararea corectă a alimentelor. Toxina este distrusă prin prepararea termică la o temperatură de peste 85 grade Celsius, timp de mai mult de 5 minute. Nu este recomandat să oferiți miere copiilor sub vârsta de un an, deoarece aceasta poate prezenta riscul de a conține toxina. Tratamentul este realizat prin administrarea antitoxinei. În cazul celor care și-au pierdut capacitatea de a respira singuri, este posibil să fie nevoie de ventilație mecanică, timp de mai multe luni. Antibioticele pot fi utilizate pentru botulismul plăgilor. Moartea survine de la 5 până la 10% din cazuri. Botulismul poate afecta și o serie de alte animale.